# Euskotren

Schematische netkaart van Euskotren

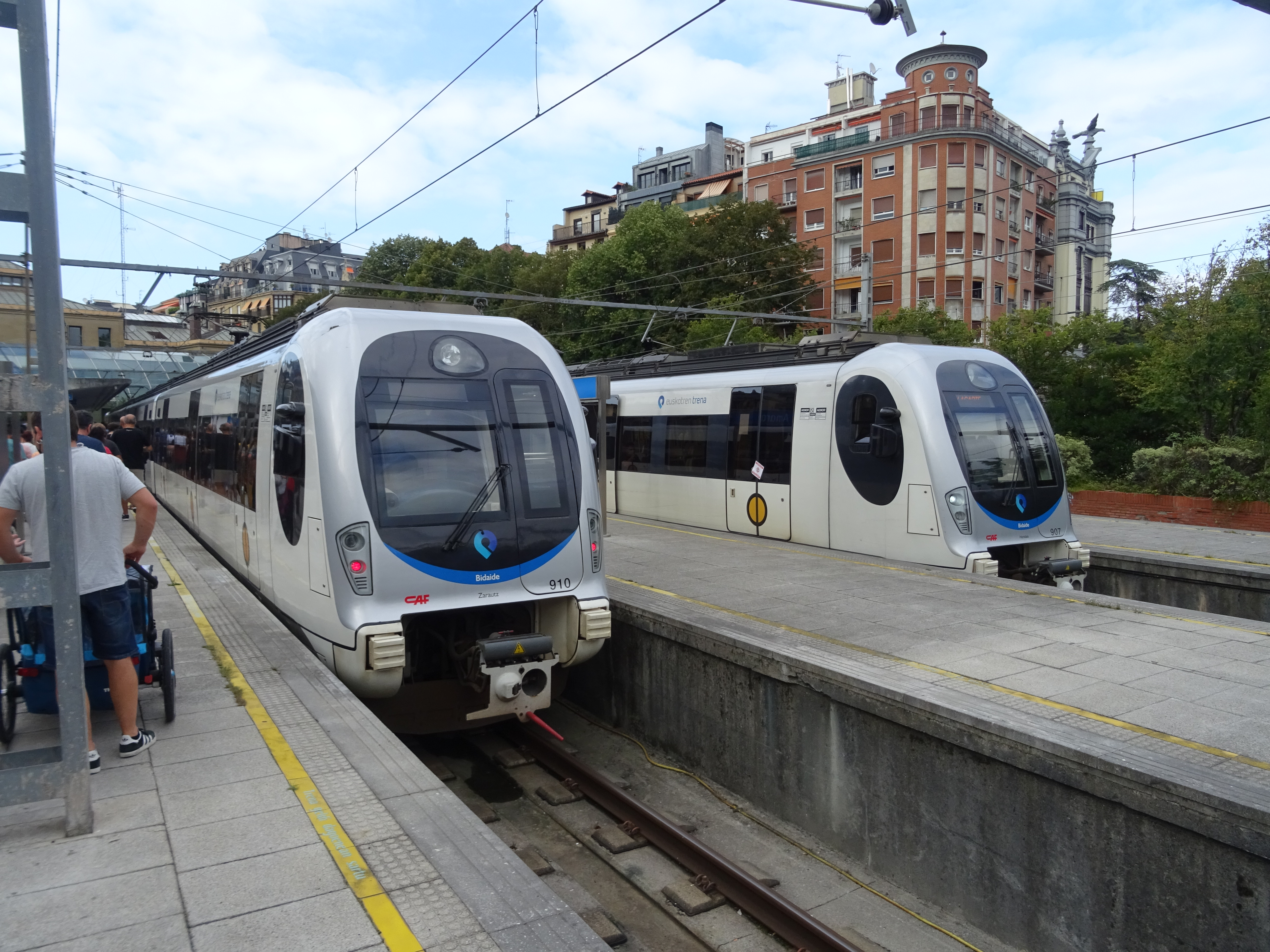
Treinen serie 900 in station Amara in San Sebastián

Euskotren (voluit: Eusko Trenbideak - Ferrocarriles Vascos SA) is een vervoerder per smalspoortrein, metro en tram in de Spaanse autonome regio Baskenland. Euskotren is op 25 juni 1982 opgericht, nadat in 1979 de Baskische smalspoorlijnen van de FEVE, de nationale smalspoorwegmaatschappij van Spanje, werden overgedragen aan de Baskische regionale overheid.
Het spoornet van Euskotren is 182 kilometer lang en is vrijwel geheel geëlektrificeerd met 1500 volt gelijkspanning. De spoorwijdte bedraagt 1000 millimeter. Euskotren exploiteert ook bussen en een kabelspoorweg. In Bilbao en Vitoria-Gasteiz exploiteert Euskotren tramlijnen onder de naam Euskotren Tranbia. Euskotren verzorg ook goederenvervoer onder de naam Euskotren Kargo.
Onder Euskotren valt eveneens het Baskische Spoorwegmuseum in Azpeitia en de eraan verbonden museumlijn van Azpeitia naar Lasao.
In 2003 maakten 24,7 miljoen reizigers gebruik van de treinen, bussen en trams van Euskotren.

## Lijnennet

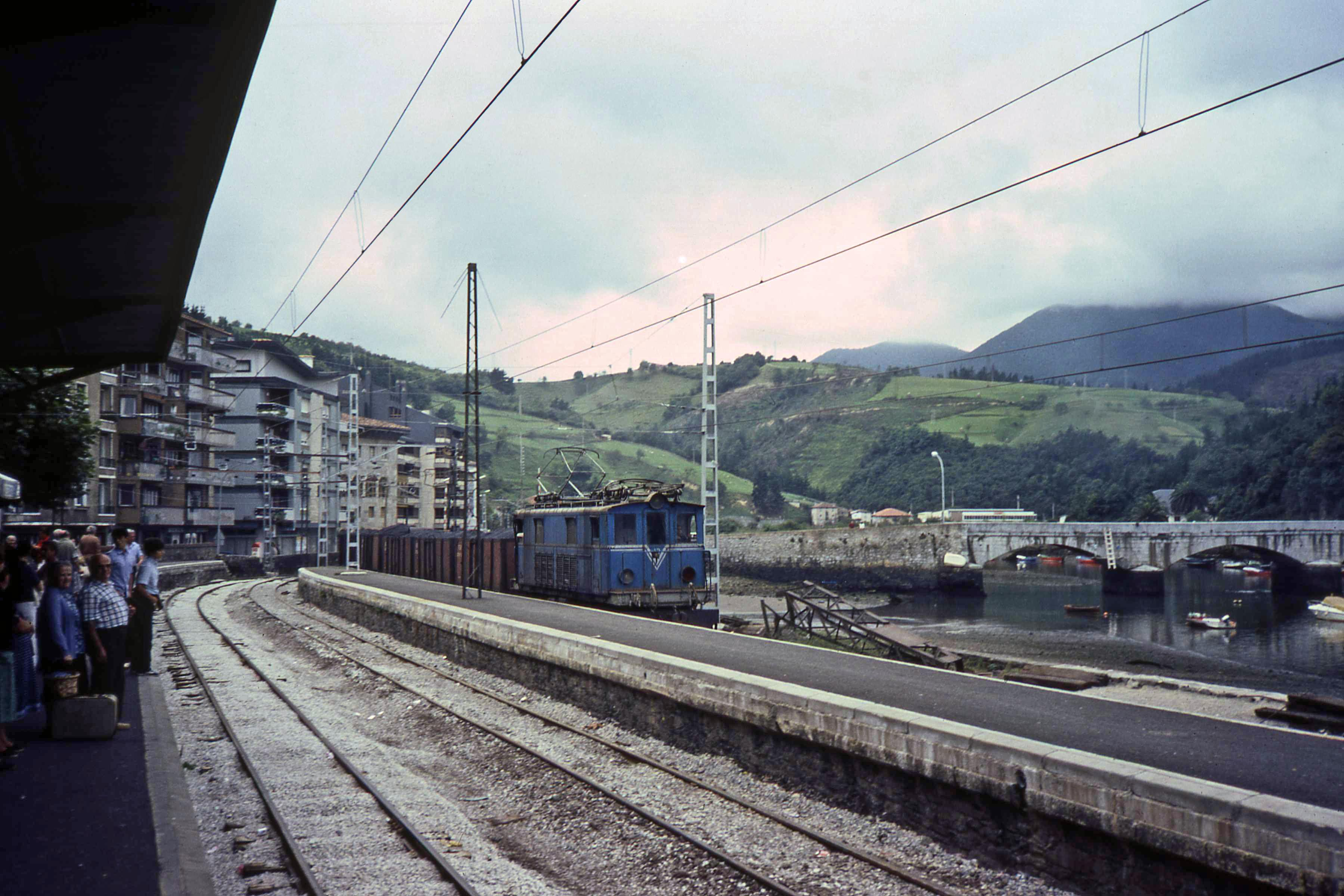
Goederentrein in 1981 op de hoofdlijn in Deba.

- Lijn E1 (Hoofdlijn): Bilbao (station Matiko) – San Sebastian (station Amara, 108,67 km[1]) Op deze lijn is er een uurdienst aangevuld met talrijke aanvullende treindiensten op deeltrajecten rond de grote steden.
- Lijn E2 (De topo): Lasarte-Oria – Hendaye (Frankrijk) (in San Sebastián tussen de stations Errekalde en Amara via de hoofdlijn E1)
- Lijn E3: Lezama - Matiko - Etxebarri. Het deel tussen Matiko en Etxebarri is gezamenlijk met de lijnen E1 en L3.
- Lijn E3a: Sondika - Luxana: Pendellijn tussen de stations Sondika van lijn E3 en Luxana van lijn 1 van de Metro van Bilbao.
- Bilbao metrolijn L3: Het deel van lijn E1 tussen de statios Matiko en Etxebarri.
- Lijn E4: (Urdaibai-lijn): Bilbao (Matiko) – Bermeo (Maakt tussen Bilbao (Matiko) en Lemoa gebruik van de hoofdlijn E1)
- Lijn E5: San Sebastian Amara - Altza. Het traject tussen de stations Amara en Herrera is gezamenlijk met lijn E2.
- Lijn 1K: Zumaia - San Sebastian Amara (versterkingsdienst op een deel van de hoofdlijn E1)
- Lijn 1T: Eibar-Azitain – Ermua (versterkingsdienst op een deel van de hoofdlijn E1)
- Museumlijn: Azpeitia – Lasao
- Stadstramlijn in Bilbao (Euskotren Tranbia)
- Twee stadstramlijnen in Vitoria-Gasteiz (Euskotren Tranbia)
- Kabelspoor van Larreineta

De topo (Spaans voor "mol") dankt zijn bijnaam aan het grote aantal tunnels in dit traject: tussen San Sebastián en Hendaye (24 km) liggen 14 tunnels met een totale lengte van 5672 m, dus ongeveer 20 procent van het traject. Het eindpunt van de topo, Hendaye, ligt over de grens in Frans-Baskenland; het station van Euskotren ligt op het voorplein van het SNCF-station van Hendaye.

## Materieel
Op het Euskotren spoornet wordt er met elektrische treinstellen gereden, gebouwd door CAF:
- Serie 900: 30 vierwagenstellen met een lengte van 69,46 m gebouwd in 2011-2014
- Serie 940: 4 vierwagenstellen gelijk aan de serie 900, gebouwd in 2022-2023
- Serie 950: 28 driewagenstellen met een lengte van 52,46 m gebouwd in 2015-2018

Voor het goederenvervoer beschikt Euskotren Kargo over 11 hybride (diesel en elektrisch) locomotieven en 42 goederenwagens.

## Museum en museumspoorlijn

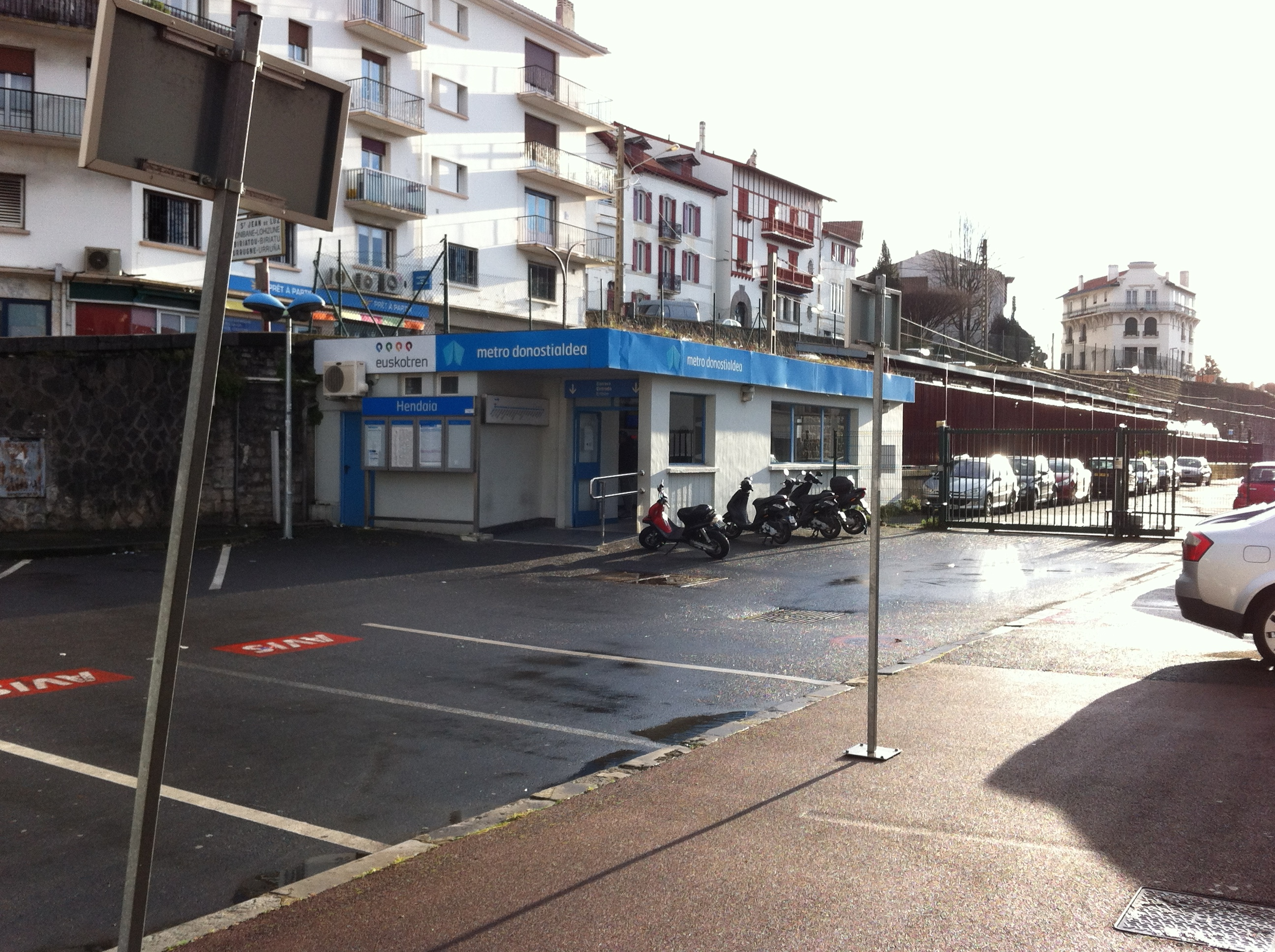
Euskotrenstation te Hendaye anno 2015.

Euskotren heeft een eigen museum. Het museum is gewijd aan de geschiedenis van de spoorwegen in het Baskenland en bevindt zich te Azpeitia. Naast museum is er ook een museumspoorlijn.